# Ошиканго
Ошиканго (англ. Oshikango) — колишнє село на півночі Намібії, а з 2004 року є частиною міста Хелао Нафіді хоча кілька років у ньому існувала власна сільська рада. Ошиканго досі є назвою прикордонного поста з Анголою та виборчого округу для цього передмістя. За оцінками, він виріс із «крихітного скупчення шебінів навколо відкритого ринку в процвітаюче містечко з приблизно 5000 до 8000 жителів протягом 10 років».

## Історія
Територія Ошиканго сильно постраждала від південноафриканської прикордонної війни 1966-1989 років між Південною Африкою та її союзними силами (переважно УНІТА), урядом Анголи та Народною організацією Південно-Західної Африки (СВАПО). Війна закінчилася тим, що Південна Африка погодилася на незалежність Намібії. У 1996 році Ошиканго разом з багатьма іншими поселеннями в цьому районі було проголошено селом з метою збільшення прикордонної торгівлі.

## Економіка
Прикордонний пост між Намібією та Анголою відкрив можливості для бізнесу в Ошиканго та його околицях. За сприяння Європейського Союзу там було створено зону експортної обробки, що складається з 14 складів. У сусідньому селі Омафо, тепер передмісті Хелао-Нафіді, щорічно проходить виставка.
Паралельна поширеність землі, що належить селу Ошиканго, місту Хелао Нафіді, та землі під традиційною юрисдикцією призвела до невизначеності щодо права власності, яку потрібно було вирішувати в суді.
В Ошиканго є деякі виробничі компанії, наприклад Fatima Plastic, яка пожертвувала лікарні Engela вартість будівництва мосту після повені. Chicco, оптовий продавець будівельних матеріалів, також відкрив магазин в Ошиканго, а також є великі роздрібні торговці, як-от Pick n Pay і Fysal Fresh Produce. Однак більшість жителів села все ще виживають переважно за рахунок сільського господарства та стикаються з ризиком періодичної посухи.

## Транспорт
У середині 2005 року почалося будівництво другої черги нової Північної залізниці між Ошиканго та Ошивело. До середини 2006 року вона досягла Ондангви. Поїзд, відомий як Omugulugwombashe Star, курсував цією колією щотижня, доки локомотиви не зламалися після кількох рейсів. У 2008 році було запропоновано коротке подовження через кордон, щоб обійти перевантажений прикордонний пост. Наступна станція на південь - Охангвена. 
В Ошиканго починається найдовша автомагімтраль B1 в Намібії яка простягається на південь до Нурдувера на кордоні з Південно-Африканською Республікою.

## Життя
Ошиканго вважається діловим центром півночі Намібії. Багато іноземних і місцевих інвесторів обрали Ошиканго як сходинку для експорту в Анголу. Керівний орган під назвою Бізнес-асоціація Ошиканго спільно з місцевим урядом, а також NCCI (Торгово-промислова палата Намібії ) регулює всі питання, пов’язані з бізнесом у цьому регіоні.